# Acanthosaura capra
Acanthosaura capra är en ödleart som beskrevs av  Günther 1861. Acanthosaura capra ingår i släktet Acanthosaura och familjen agamer. Inga underarter finns listade i Catalogue of Life.
Arten förekommer i Kambodja och södra Vietnam. Honor lägger ägg.

## Bildgalleri

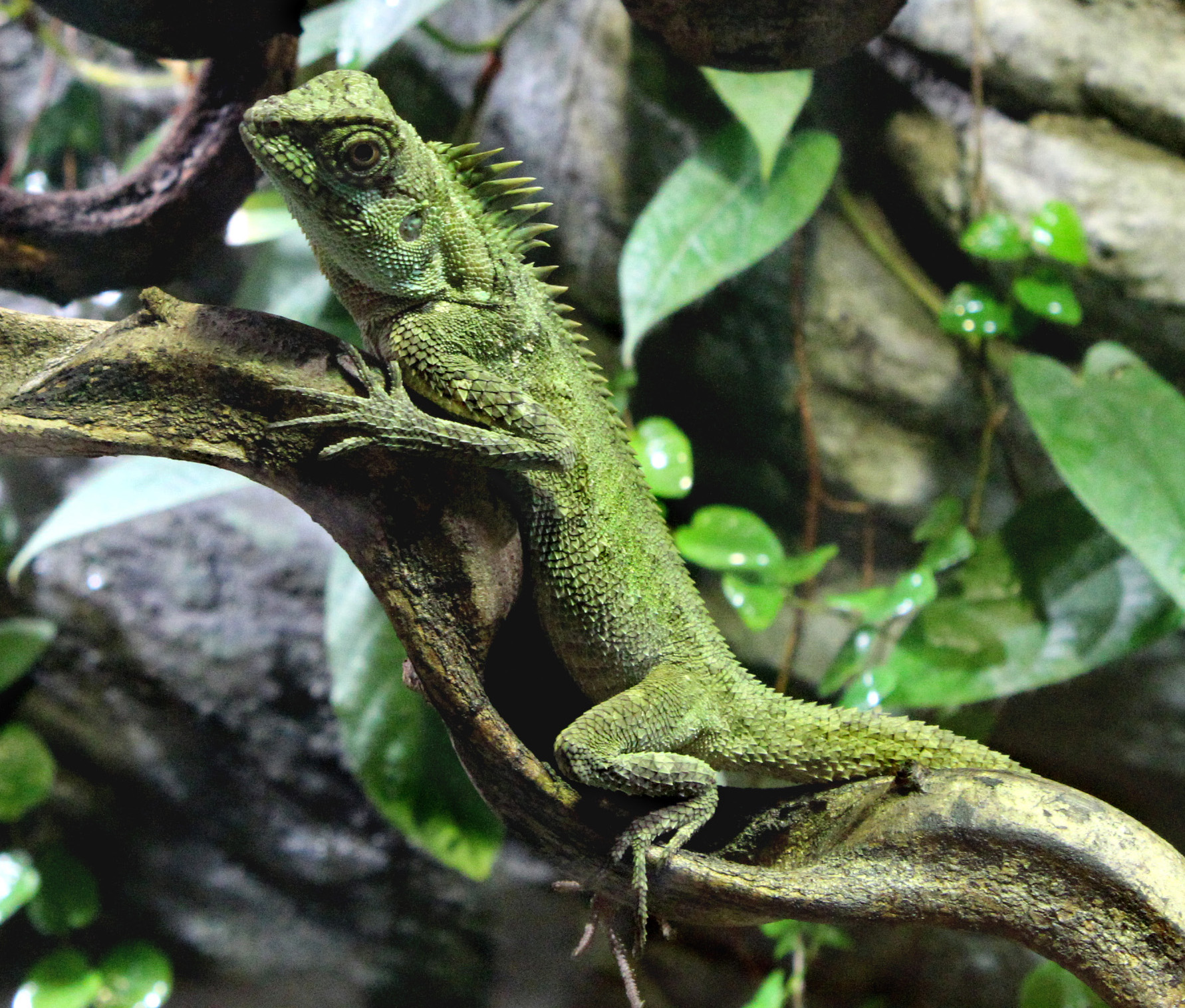
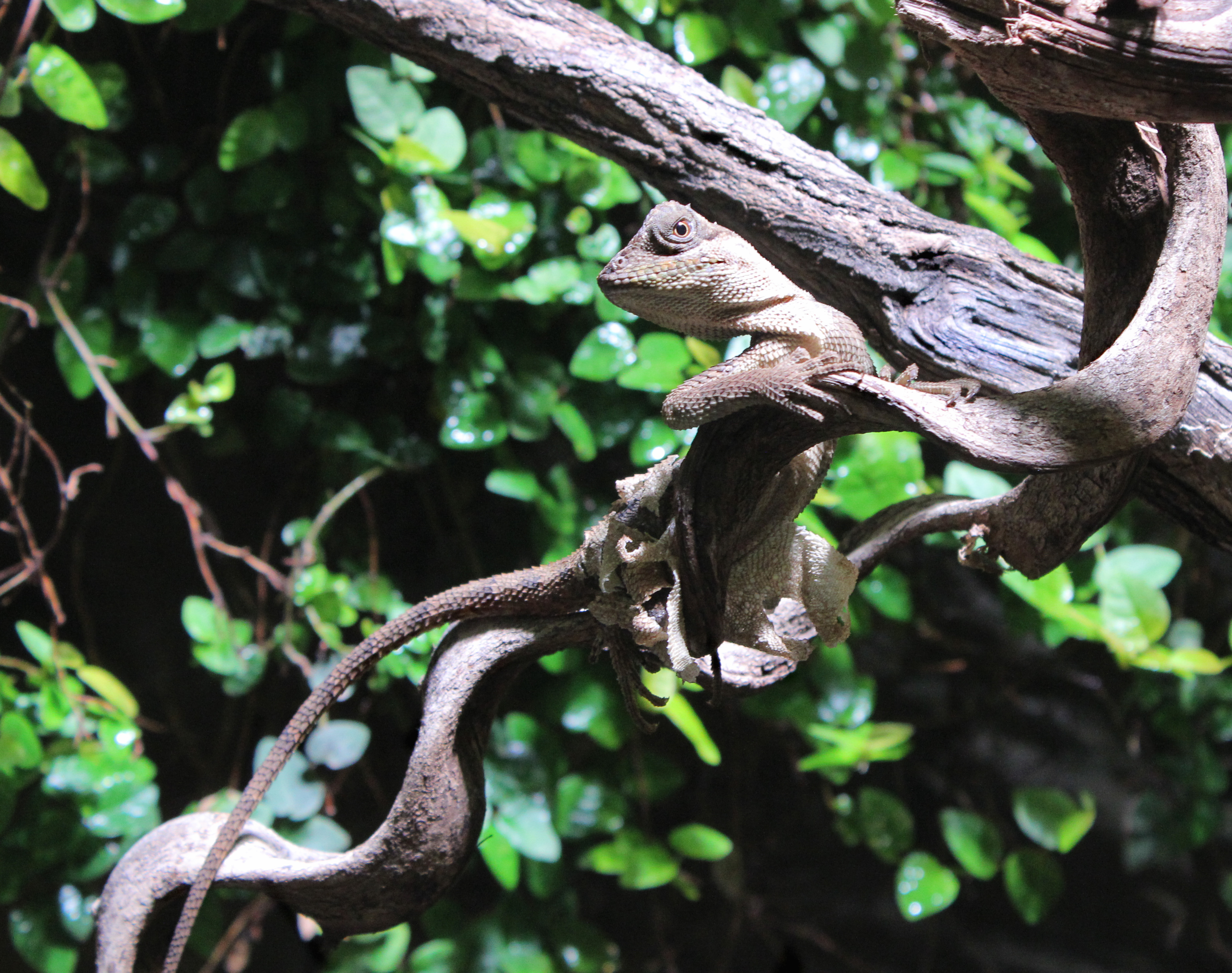
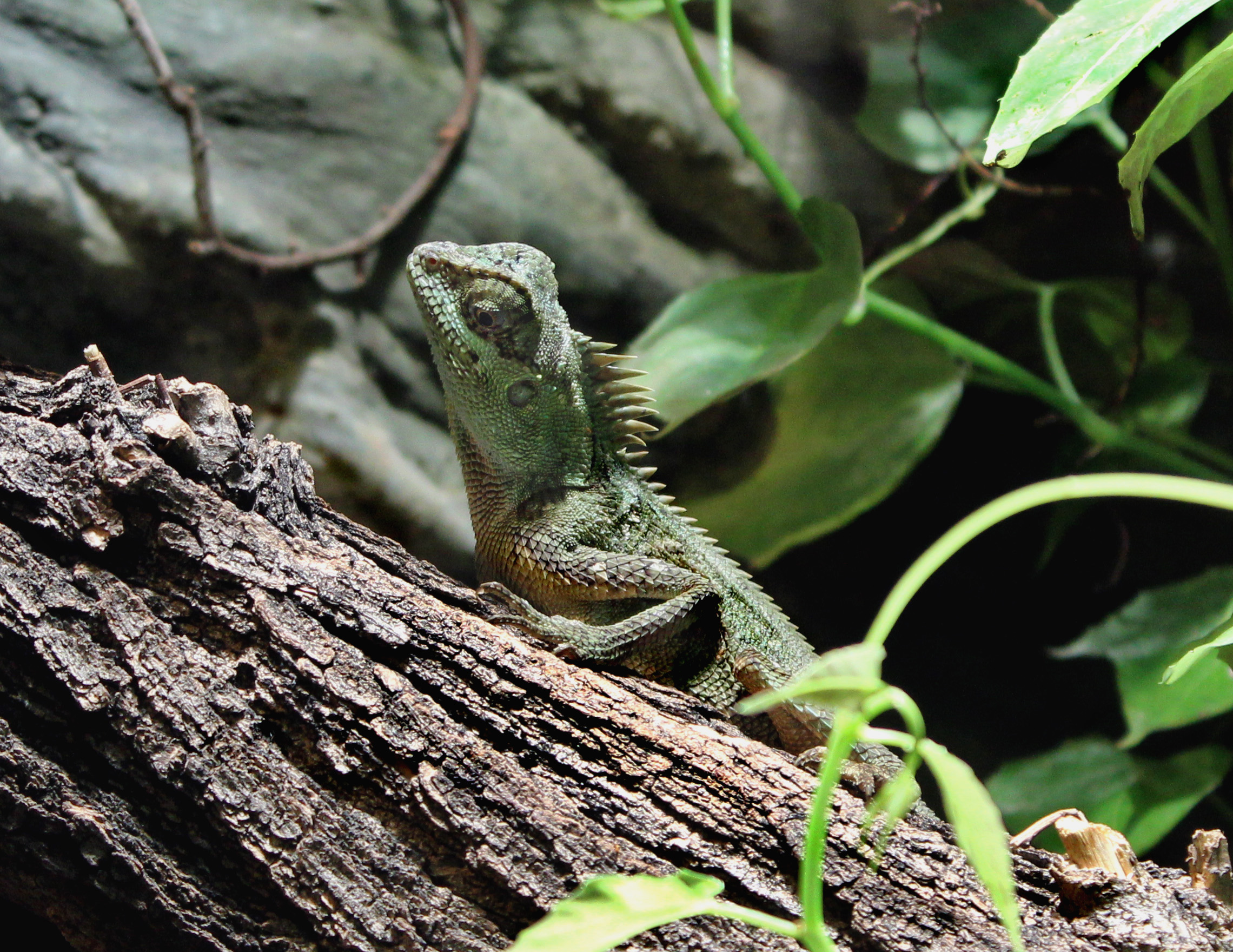
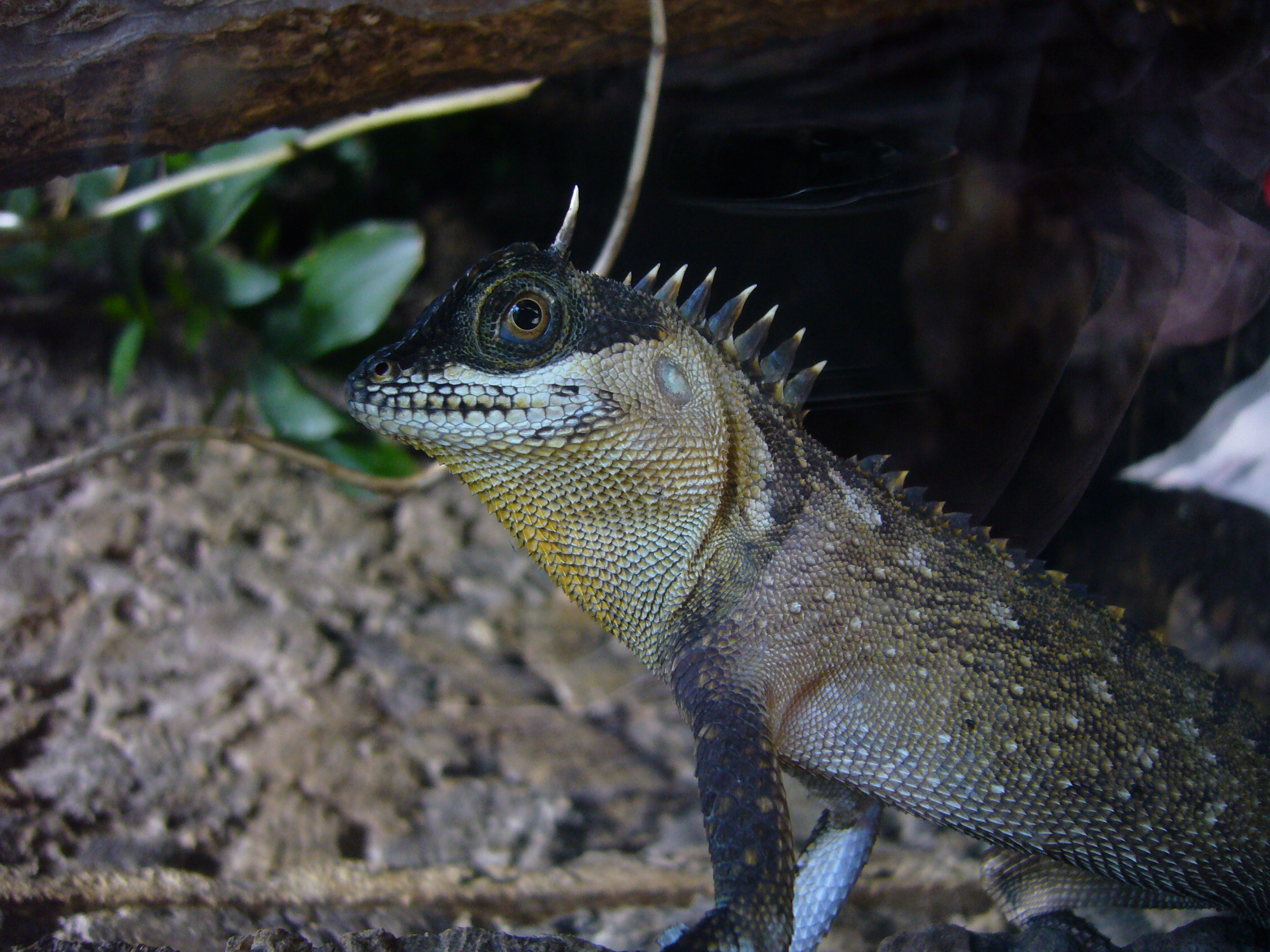
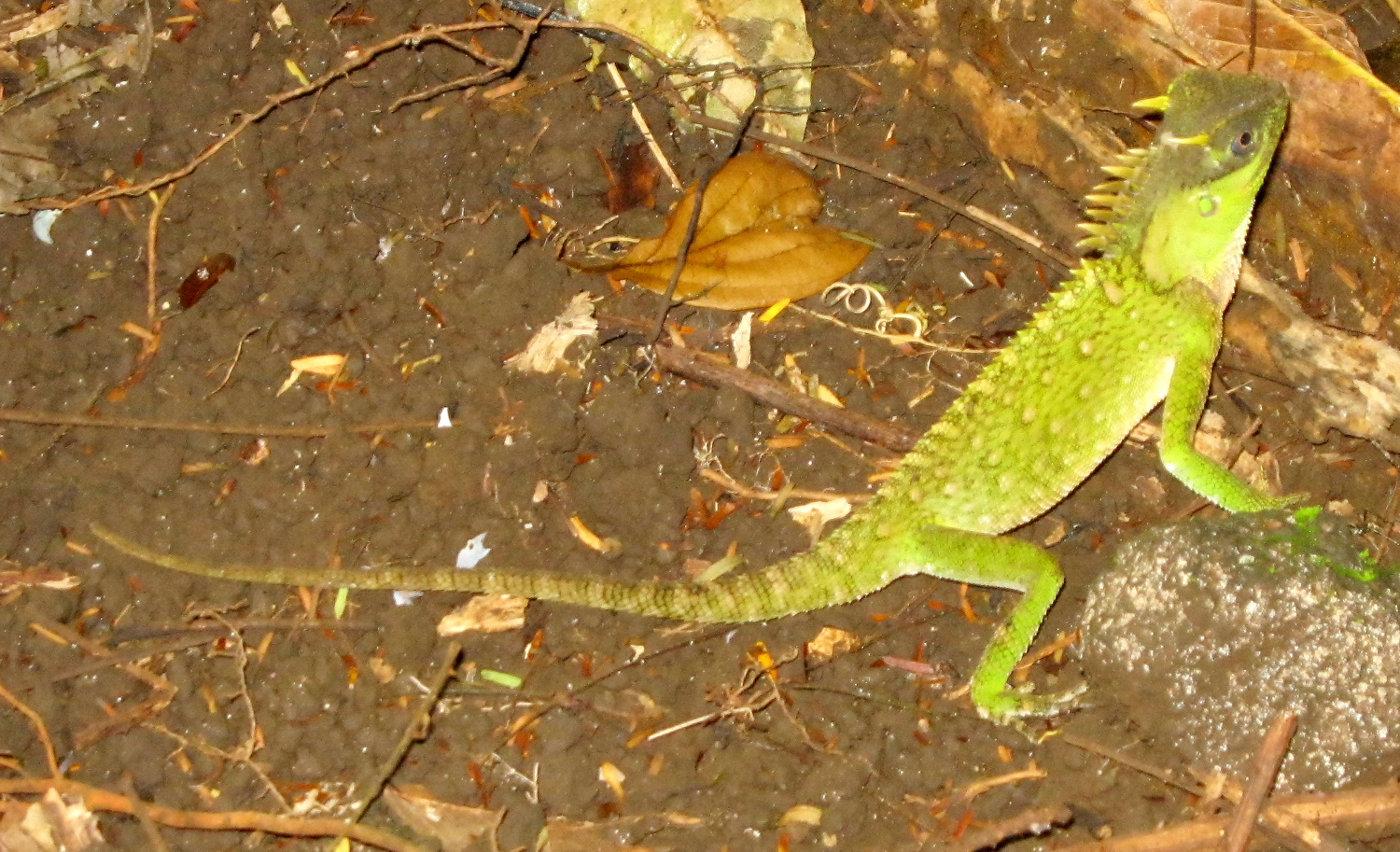
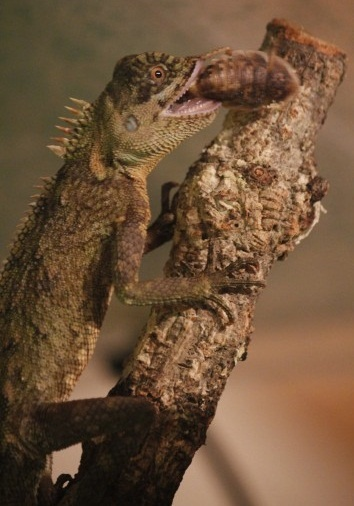